# 白河 (江東區)
白河（日语：／ Shirakawa */?）是東京都江東區的町名。已實施住居表示。現行行政地名為白河一丁目至白河四丁目。郵遞區號為135-0021。

## 地理
位於深川地域西北部。2000年12月都營地下鐵大江戶線與2003年3月東京地下鐵半藏門線的通車後，交通便利性急速上升。超高層公寓大廈的建案興盛。

### 河川
- 小名木川
  - 大富橋
  - 東深川橋
  - 西深川橋

## 歷史
1932年（昭和7年）。靈岸町與東大工町、和元加賀町、扇橋町一丁目各一部分合併為白河町一～四丁目。1970年（昭和45年）實施住居表示。

### 地名由來
進行寛政改革的白河藩主、老中松平定信墓所在此地的靈巖寺。昭和初期定名。

## 交通

### 鐵路
- 都營地鐵大江戶線 ○清澄白河站
- 東京地下鐵半藏門線 ○清澄白河站

### 道路
- 清洲橋通
- 三目通

## 設施
- 深川江戶資料館
- 靈巖寺

## 備註
1. ↑  江東区の世帯と人口（住民基本台帳による） 区民部区民課 平成25年8月1日現在[永久]
2. ↑  江東區の地名由来-江東區地域振興部文化観光課文化財係 的存檔，存档日期2013-07-19.，2012年5月30日閲覧。

## 外部連結
- 江東區官方網站 （页面存档备份，存于）